# Prairie Chapel (ranch)
Le ranch Prairie Chapel, en anglais : Prairie Chapel Ranch, est un ranch, de 1 583 acres (6,4 km2), situé dans un secteur non constitué en municipalité du comté de McLennan, au Texas, États-Unis, à 11 km au nord-ouest de Crawford et à environ 40 km de Waco. La propriété a été acquise par George W. Bush, en 1999 et était connue sous le nom de  Western White House, en français : La Maison Blanche de l'Ouest, durant sa présidence.
Le président Bush y a passé des vacances et il y a également reçu des dignitaires en visite de partout dans le monde. Le ranch est baptisé en référence à l'école de  Prairie Chapel, construite au milieu du XIXe siècle, à proximité, sur un terrain donné par Heinrich Engelbrecht, un immigrant allemand originaire d'Oppenwehe (de), en Allemagne. Le terrain englobait l'actuel ranch. Heinrich Engelbrecht a également fait don d'un terrain pour l'Eglise baptiste de Canaan et la chapelle Prairie, située à proximité

### Source de la traduction
- (en) Cet article est partiellement ou en totalité issu de l’article de Wikipédia en anglais intitulé « Prairie Chapel Ranch » (voir la liste des auteurs).